# Pardela-escura
Pardela-preta ou pardela-escura (Ardenna grisea) é uma ave marinha pertencente à família Procellariidae. Tem a plumagem quase totalmente escura, com exceção das partes inferiores, sobretudo a parte debaixo das asas, que são em geral notadamente mais claras que o restante do corpo.

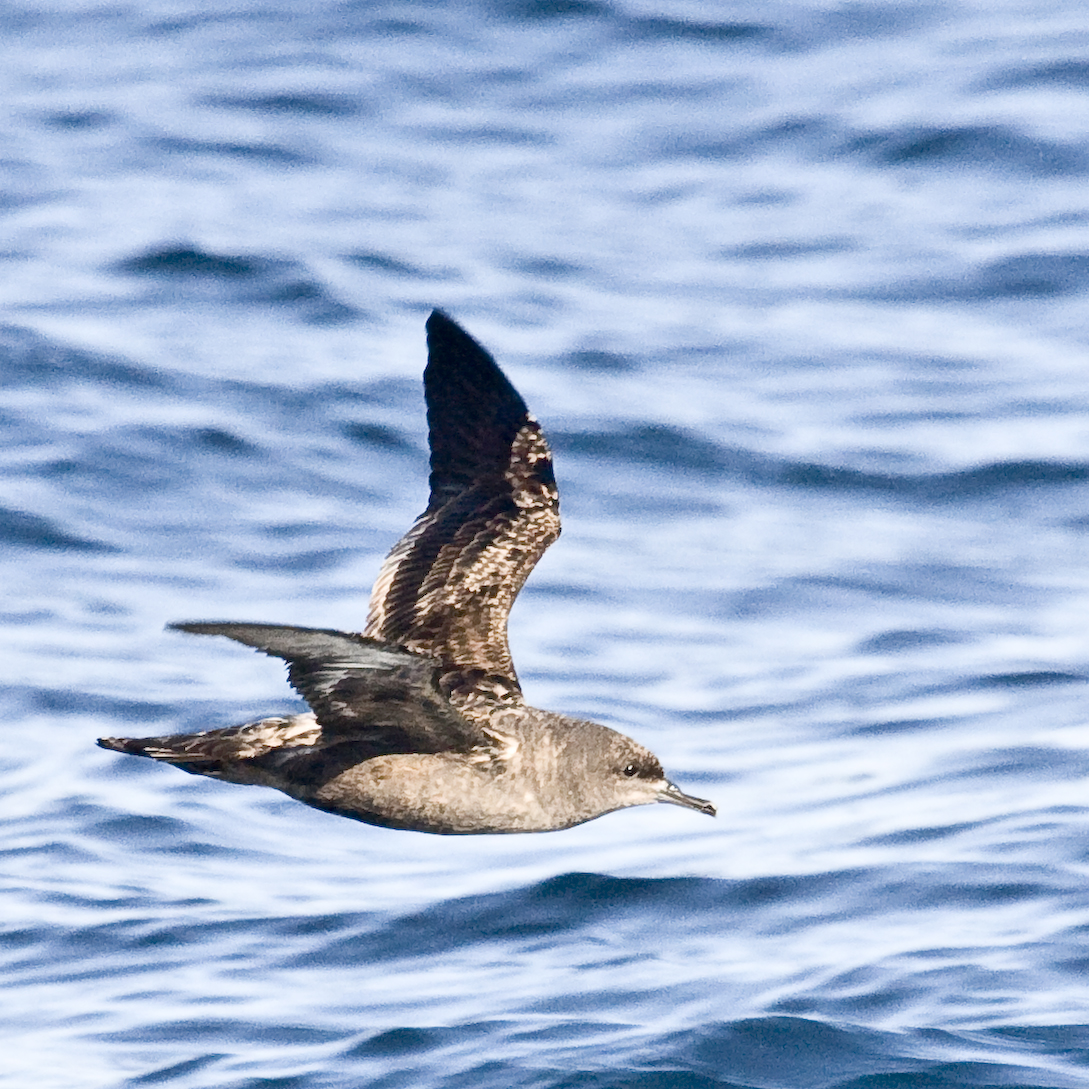

Esta pardela nidifica em ilhas nos mares do sul e ocorre no hemisfério norte como visitante não nidificante. Sendo uma ave de hábitos marcadamente pelágicos, frequenta principalmente o alto-mar, sendo pouco frequente junto à costa. É considerada ave visitante no Brasil pelo Comitê Brasileiro de Registros Ornitológicos.

## Subespécies
A espécie é monotípica (não são reconhecidas subespécies).